# Климат Пиренейского полуострова
Весьма резкие различия и контрасты представляют климатические условия Пиренейского полуострова. По сравнению с остальной Южной Европой он выделяется тем, что расположен значительно ближе к Африке, в особенности своим юго-востоком; западной же и северной стороной, напротив, обращён к Атлантическому океану. Таким образом, северо-запад полуострова находится под непосредственным воздействием свежих морских воздушных масс, обладая влажным ровным климатом и обильными атмосферными осадками во все месяцы года. Напротив, юго-восток отличается чрезвычайно сухим и ясным климатом; сюда нередко проникает сильно нагретый континентальный воздух Сахары; во всём облике природы Андалусии, Мурсии, Валенсии и даже Балеар много общих черт с северной Африкой.
Внутренние области Пиренейского полуострова, вследствие значительной их замкнутости и окаймлённости горами, также выделяются сухостью и, кроме того, умеренно континентальными чертами климата. Массивность полуострова, приподнятость и замкнутость внутренних плато и нагорий, сильно охлаждающихся зимой и нагревающихся летом, вызывают здесь возникновение и смену самостоятельных центров высокого и низкого атмосферного давления с соответствующими воздушными течениями. Последние, впрочем, играют второстепенную роль, так как господствующее значение имеет общая атмосферная циркуляция с теми же закономерностями её проявления, как и во всей Южной Европе. Как на Балканском полуострове и в Италии, так и здесь отчётливо выражено заметное уменьшение влажности и повышение температур от севера к югу, с типично выраженным субтропическим средиземноморским режимом в южной полосе и переходными чертами климата на севере. Впрочем, понижение влажности выражено здесь гораздо быстрее и резче вследствие условий рельефа. Кантабрийский хребет и горы Галисии оказываются важным климаторазделом.
Широкое развитие и большая высота горных областей в Испании обусловливают яркую выраженность вертикальной климатической зональности, более заметной в ландшафтах полуострова по сравнению с остальной Южной Европой, хотя и там, конечно, она столь же типична. Так как горные хребты образуют отчетливые естественные рубежи между отдельными частями полуострова, то и климатические его области сильно различаются между собой, без той постепенности переходов, какая обычна в большинстве стран Западной Европы.
Средние температуры января, приведённые к уровню моря, чаще всего колеблются от 8 до 10 градусов в северной и средней части полуострова и от 10 до 12 градусов в южной полосе. Летние изотермы обнаруживают большие различия. Умеренное лето со средними температурами июля от 18 до 20 градусов характерно для влажного северного побережья Испании. К югу летние температуры быстро повышаются, достигая максимума в южной Испании, в особенности на юго-востоке и в Андалузской низменности (средние температуры июля более 28 градусов). Летние жары на юге полуострова отличаются очень высокими температурами (до 40-45 градусов).
Очень велики на Пиренейском полуострове контрасты по количеству и распределению атмосферных осадков. Неширокая полоса вдоль всего севера и северо-запада — в Галисии, северной Португалии, Астурии, Пиренеях — получает в средней за год более 1 м осадков, а в горных участках этой зоны — более 1,5 м, с несколькими станциями, где годовые осадки превышают 2 м. Умеренная влажность климата, со средними годовыми суммами осадков от 500 мм до 1 м, свойственна средней Португалии и горным хребтам остальной Испании. Несколько небольших участков в пределах Центральной Кордильеры, Сьерра-Морены и Бетских гор получают более 1 000 мм осадков. Обширные внутренние области — плато Старой и Новой Кастилии и Арагонская котловина, а также юго-восток Испании и южная Португалия — имеют очень сухой климат, со средними годовыми суммами осадков менее 500 мм. Максимальная сухость наблюдается во внутреннем районе бассейна Эбро и, в особенности, на крайнем юго-востоке в Мурсии), где за год выпадает менее 300 мм. В этих районах в сельском хозяйстве большое значение получает искусственное орошение. Относительная влажность на Пиренейском полуострове, так же как осадки, понижается от северо-запада к юго-востоку от 80 % (в среднем за год) в Галисии до 60 % на юго-востоке.
Различие между северо-западом Испании и её внутренними и южными областями очень ярко выражено в растительности и ландшафтах страны, в связи, с чем обычным является противопоставление «влажной Испании» и «сухой Испании».
Можно выделить на Пиренейском полуострове следующие главные климатические области:
1. северная приокеанская, с очень ровным морским климатом, мягкой зимой и нежарким летом, высокой облачностью и относительной влажностью, частыми и обильными осадками во все месяцы года, но с заметным летним минимумом;
2. Пиренейская область, такого же в общем типа, но выделяющая резко выраженной вертикальной зональностью и наличием зоны высокогорного климата;
3. юго-западная область, прилегающая к океану и находящаяся под его смягчающим влиянием, но обладающая жарким и сухим летом, зима дождливая и очень мягкая;
4. юго-восточная область, с максимальной сухостью климата, с очень продолжительным жарким и безоблачным летом (с наибольшим применением в земледелии искусственного орошения — поливного хозяйства);
5. внутренние области (плато Старой и Новой Кастилии, Арагонская котловина с сухим, умеренно континентальным климатом, жарким летом и прохладной зимой, с нередкими зимой небольшими морозами (в особенности в Старой Кастилии); # горные области внутренней Испании, с климатом умеренно-влажным и довольно суровым, с холодной снежной зимой.

Характерная для большей части Пиренейского полуострова заметно выраженная сухость климата ещё усиливается крайне неравномерным выпадением осадков по временам года. В южной половине полуострова преобладают зимние осадки, в средней полосе — осадки в переходные сезоны: осенью и весной. Лето почти повсюду отличается длительной засушливостью. Притом выпадение осадков часто имеет характер ливней. Указанные черты климата отражаются на гидрографической сети и растительности.